# アメイジング・ジャーニー 神の小屋より
『アメイジング・ジャーニー 神の小屋より』（アメイジングジャーニー かみのこやより、The Shack）は2017年のアメリカ合衆国の宗教映画。監督はスチュアート・ヘイゼルダイン、出演はサム・ワーシントンとオクタヴィア・スペンサーなど。ウィリアム・ポール・ヤングが2007年に上梓した小説『神の小屋』を原作とし、殺人犯に娘を奪われた父親と、救いの手を差し伸べる3人組を描いている。

## ストーリー
子供の頃、マッケンジー・フィリップス（マック）は飲んだくれの父親から虐待を受けていた。父の暴力は母親にも向けられていた。そんな父親に憎しみを募らせていったマックは、13歳の頃、父親をストリキニーネで毒殺した。そんな子供時代を送ったマックだったが、大人になってからは慈悲深い性格となり、妻のナン、子供のケイト、ジョシュ、ミシーの4人と幸福に暮らしていた。
しかし、マックの幸福な生活は突如として崩れ去った。キャンプ場でカヌーを楽しんでいたとき、カヌーが転覆するという事故が発生したのである。マックはケイトとジョシュを救うことができたが、目を離している隙にミシーが行方不明になってしまったのである。キャンピングカーから血の付いたミシーの衣服が発見されたため、警察はミシーの失踪を殺人と断定して捜査を進めていった。悪ふざけでカヌーを転覆させたケイトは、自分がふざけなければミシーは死なずに済んだという自責の念に駆られた。この一件によって、マックの人生は暗転し、信仰をも失ってしまった。
冬がやってきた頃、マックに差出人不明の手紙が届いた。降り続く雪が足跡を消していたため、誰が手紙を届けたのかを特定することはできなかった。不審に思いながらマックがその手紙を読むと、そこには神の署名と「もう一度キャンプ場に来なさい」というメッセージが書かれていた。
ミシーを殺した人間に復讐するチャンスかもしれないと思ったマックは、拳銃を持ってキャンプ場へと向かった。そこにはキャンピングカーがあのときのまま放置されていた。その光景を見たマックは怒りや苛立ち、虚無感を覚えたが、それらを何とか抑え込んでいた。そこへ3人の見知らぬ人間がやってきた。3人はマックを美しい小さな小屋へと招待した。不思議なことに、その小屋の周辺は夏を思わせる状態にあった。
マックはこの3人との交流の中で、自分の人生をより広い視野で見つめ直し、赦しの境地に達するのだった。

## キャスト
※括弧内は日本語吹替。
- マッケンジー（マック）・フィリップス - サム・ワーシントン（東地宏樹）
- 子供の頃のマック - カーソン・ローム
- 女性の姿で現れた神 - オクタヴィア・スペンサー
- 男性の姿で現れた神 - グラハム・グリーン
- ナン・フィリップス - ラダ・ミッチェル
- イエス・キリスト - アヴラハム・アヴィヴ・アラッシュ
- サラユー - すみれ[5]（すみれ）
- ウィリー - ティム・マッグロウ
- ソフィア - アリシー・ブラガ
- ケイト・フィリップス - ミーガン・シャルパンティエ
- ジョシュ・フィリップス - ゲイジ・モンロー（英語版）
- ミシー・フィリップス - アメリ・イヴ
- エミール・ダセット - ライアン・ロビンス（英語版）

## 製作
本作はフォレスト・ウィテカーが監督・主演を兼任する予定であった。
2015年6月8日、本作の主要撮影がカナダのバンクーバーで始まった。なお、キャンプ場のシーンと滝の近くでのシーンはオレゴン州で撮影された。

## サウンドトラック
本作のサウンドトラックはカントリーミュージックと現代風のクリスチャン・ミュージックの楽曲で構成され、歌手には知名度の高い歌手が起用された。2017年2月24日、アトランティック・レコードは本作のサウンドトラックをアメリカで発売した。
ティム・マッグロウとフェイス・ヒルが歌った「Keep Your Eyes on Me」は予告編に使用され、2017年1月27日にシングルカットされた。2月3日には、ダン＋シェイの「When I Pray for You」がシングルカットされた。
| #   | タイトル                      | 作詞・作曲 | Performer(s)                                    | 時間 |
| --- | ----------------------------- | ---------- | ----------------------------------------------- | ---- |
| 1.  | 「When I Pray for You」       |            | ダン＋シェイ                                    | 3:29 |
| 2.  | 「Keep Your Eyes on Me」      |            | ティム・マッグロウとフェイス・ヒル              | 4:11 |
| 3.  | 「Lay Our Flowers Down」      |            | レディ・アンテベラム                            | 3:12 |
| 4.  | 「Heaven Knows」              |            | ヒルソング・ユナイテッド                        | 4:44 |
| 5.  | 「Where Were You」            |            | フランチェスカ・バッティステッリ                | 3:07 |
| 6.  | 「Love Goes On」              |            | ケリー・クラークソンとアロー・ブラック          | 3:54 |
| 7.  | 「River of Jordan」           |            | レクレー featuring ブレイアン・アイザック       | 3:45 |
| 8.  | 「Hard Love」                 |            | ニードトゥブリーズ featuring ローレン・ダイグル | 3:37 |
| 9.  | 「Days of Dark」              |            | ダークス・ベントレー                            | 4:13 |
| 10. | 「Phone Call to God」         |            | ブレット・エルドリッジ                          | 3:57 |
| 11. | 「Honest to God」             |            | デヴィン・ドーソン                              | 3:14 |
| 12. | 「Stars (The Shack version)」 |            | スキレット                                      | 3:45 |
| 13. | 「I'll Think About You」      |            | ウィ・アー・メッセンジャーズ                    | 3:56 |
| 14. | 「Amazing Grace」             |            | フォー・キング&カントリー                       | 3:22 |

## 興行収入
本作は『LOGAN/ローガン』、『ウェディング・テーブル』、『ビフォア・アイ・フォール』と同じ週に公開され、1000万ドル前後を稼ぎ出すと予想されていたが、実際の数字はそれを上回るものであった。2017年3月3日、本作は全米2888館で封切られ、公開初週末に1617万ドルを稼ぎ出し、週末興行収入ランキング初登場3位となった。

## 評価

### 批評家からの評価
本作に対する批評家の評価は芳しいものではない。映画批評集積サイトのRotten Tomatoesには63件のレビューがあり、批評家支持率は21%、平均点は10点満点で4点となっている。サイト側による批評家の見解の要約は「『アメイジング・ジャーニー 神の小屋より』が観客に届けようとしているメッセージは間違いなく価値のあるものである。しかし、精神的な高揚とメロドラマお決まりの展開を混同した脚本と説教臭さのために、そのメッセージが伝わってこない。」となっている。また、Metacriticには18件のレビューがあり、加重平均値は32/100となっている。なお、本作のCinemaScoreはAとなっている。

### 神学者及び宗教家からの評価
原作小説と同様に、キリスト教の独自解釈が批判されている。神学者のアルバート・モーラー・ジュニアは本作における三位一体の描写が「聖書から逸脱している」と批判している。カトリック・ニュース・サービスは「努力は評価できるが、問題点が多い」と評している。カトリックの司教を務めるロバート・バロンは「甘美な要素が多くある作品だ。しかし、観客は余計なものを捨象しながら鑑賞する必要がある。」と述べている。新約聖書の研究者であるジェームズ・B・デヤングは本作が異端の説であるはずの普遍主義を拡散していると批判している。